# 애산산성
애산산성은 강원특별자치도 정선군 정선읍 애산리 산176에 있는 산성이다. 축조 시기가 신라말에서 고려초로 추정된다.

## 개요
신라 말에서 고려 초 사이에 축조된 것으로 추정되는 애산산성의 규모는 길이 90ｍ, 폭 2.5ｍ이다.
정선군은 2012년 향토문화 유적을 활용 관광명소로 개발하기 위해 애산리 산성 일원 2개 코스 8km의 등산로를 개설하였으나 성벽 복원은 이루어지지 않고 있다. 축조 시기가 신라말에서 고려초로 추정되는 정선읍 애산리 산176번지 일원에 소재하고 있는 애산산성을 2020년에 기본 지표조사를 시작으로 향후 5년간에 걸쳐 10억 2000만원의 사업비를 투자해 복원사업을 추진할 계획이다.